# تپه پرچین کاو
تپه پرچین کاو مربوط به دوره اشکانیان است و در شهرستان سلسله، بخش فیروزآباد، دهستان فیروزآباد، ۱/۵ کیلومتری روستای کرکر واقع شده و این اثر در تاریخ ۲۲ اسفند ۱۳۸۵ با شمارهٔ ثبت ۱۸۲۴۷ به‌عنوان یکی از آثار ملی ایران به ثبت رسیده است.